# Haplopappus parvifolius
Haplopappus parvifolius là một loài thực vật có hoa trong họ Cúc. Loài này được (DC.) Gay mô tả khoa học đầu tiên.